# 馮敬 (永樂進士)
馮敬（14世紀—15世紀），南直隸松江府華亭縣人，明朝政治人物。

## 生平
馮敬是永樂十五年（1417年）丁酉科應天鄉試舉人，十六年（1418年）聯捷戊戌科進士，二十二年（1424年）授吏科給事中，後出為高州知府，秩滿後人民請求他留任未得允許，嶺南人民思念其政績。

## 引用
1. 1 2  光緒《重修華亭縣志·卷十七·人物六》：馮敬 永樂十六年進士，官給事中，擢授高州府知府，秩滿乞留不許，嶺民思之。
2. ↑  光緒《重修華亭縣志·卷十二·人物一》：進士……明……（永樂）十六年戊戌科 李騏榜……馮敬 見備考……舉人……明……（永樂）十五年丁酉科 楊珙榜 馮敬 見進士……以上縣學
3. ↑  《明仁宗昭皇帝實錄·卷二下》：（永樂二十二年九月）辛卯陞……及進士夏時、馮敬、焦起良、張崇、郭永清俱為給事中……敬、起良俱吏科……